# Élections municipales malgaches de 2003
Les élections municipales malgaches de 2003 ont lieu les 9 et 24 novembre 2003 à Madagascar, plus de 1500 communes rurales votant les premières, suivies de 45 communes urbaines.